# Сонцеве (Кальміуський район)
Со́нцеве — село в Україні, у Кальміуській міській громаді Кальміуського району Донецької області. Населення становить 985 осіб.

## Загальні відомості
Відстань до райцентру становить близько 30 км і проходить автошляхом Т 0508.
Землі села межують із територією с. Староласпа Бойківського району Донецької області.
Із 2014 р. внесено до переліку населених пунктів на Сході України, на яких тимчасово не діє українська влада.

## Історія
Наприкінці XIX століття (70-90 роки) з Катеринославської та Херсонської губерній на територію району переселяються меноніти, послідовники голландського проповідника Сімонса Менно. До їх числа входили не тільки німці, а й фламандці. Віруючі цього протестантського штибу відмовлялися брати в руки зброю і служити в армії, а так як у Німеччині того періоду йшли безперервні війни і місцеві князі мали практику продавати селян у солдати, меноніти тікали в Росію, де були не тільки вільні землі, а й зобов'язання уряду звільнити переселенців від військової повинності на сто років.
У 1865 році була створена німецька колонія з двох хуторів — Фельзенбах (Кам'яний струмок) і Фельзенталь (Кам'яна долина), які, об'єднавшись, взяли найменування Фельзенталь, перейменована в 1915 році в село Сонцеве, за іменем багатого власника місцевих ремонтних майстерень Солнцева. Це було велике село, де до 1918 року проживало 200 осіб, які володіли 1800 десятин землі.
Лютеранські приходи Ґрюнау та Розенфельд; католицький прихід Ґрінталь. Землі 1800 десятин. (1911). Школа. Сільрада (1926). Мешканці: 369 (1873), 500 (1904), 325 (1915), 200 (1918), 446/435 німці (1926).
7 (20) листопада 1917 року, відповідно до Третього Універсалу Української Центральної Ради, увійшло до складу Української Народної Республіки.  

## Населення
За даними перепису 2001 року населення села становило 985 осіб, із них 17,77 % зазначили рідною мову українську, 80,51 % — російську та 0,2 % — білоруську мову.

## Відомі люди
- У селі народився головний редактор українського журналу «Барвінок» Моруга Василь Васильович.
- Загинув солдат ЗС України Волнухін Сергій Анатолійович